# Adrien Albert
Adrien Albert AO (19 de noviembre de 1907 - 29 de diciembre de 1989) fue una autoridad líder en el desarrollo de la química medicinal en Australia. Albert también fue autor de muchos libros importantes sobre química, incluido uno sobre toxicidad selectiva.
Su padre, Jacques Albert, era un hombre de negocios en la industria de la música y se casó muchos años menor que él; María Eliza Blanca. Albert tenía dos medios hermanos mucho mayores, derivados del matrimonio anterior de su padre. Después de unos años, Jacques murió y Adrien Albert fue criado por su madre y otro pariente. Albert asistió a escuelas en Randwick y Coogee, pero pronto se instaló en el Scots College de Sydney, donde destacó tanto en música como en ciencias. Se graduó en 1924.

## Educación y citas
Obtuvo una licenciatura con honores de primera clase y la medalla universitaria en 1932 en la Universidad de Sydney. Obtuvo un doctorado en 1937 y un doctorado en ciencias en 1947 de la Universidad de Londres. Sus nombramientos incluyeron profesor en la Universidad de Sydney (1938-1947), asesor de la Dirección Médica del Ejército Australiano (1942-1947), investigador en el Wellcome Research Institute de Londres (1947-1948) y en 1948, presidente de la Fundación de Química Médica en la Escuela de Investigación Médica John Curtin de la Universidad Nacional Australiana en Canberra, donde estableció el Departamento de Química Médica. Fue miembro de la Academia Australiana de Ciencias. En 1939 fue miembro fundador del subcomité de Drogas de la Asociación Australiana de Trabajadores Científicos. 

## Beca
Albert fue un estudioso de la química heterocíclica.  Es autor de Selective Toxicity: The Physico-Chemical Basis of Therapy, publicado por primera vez por Chapman y Hall en 1951.

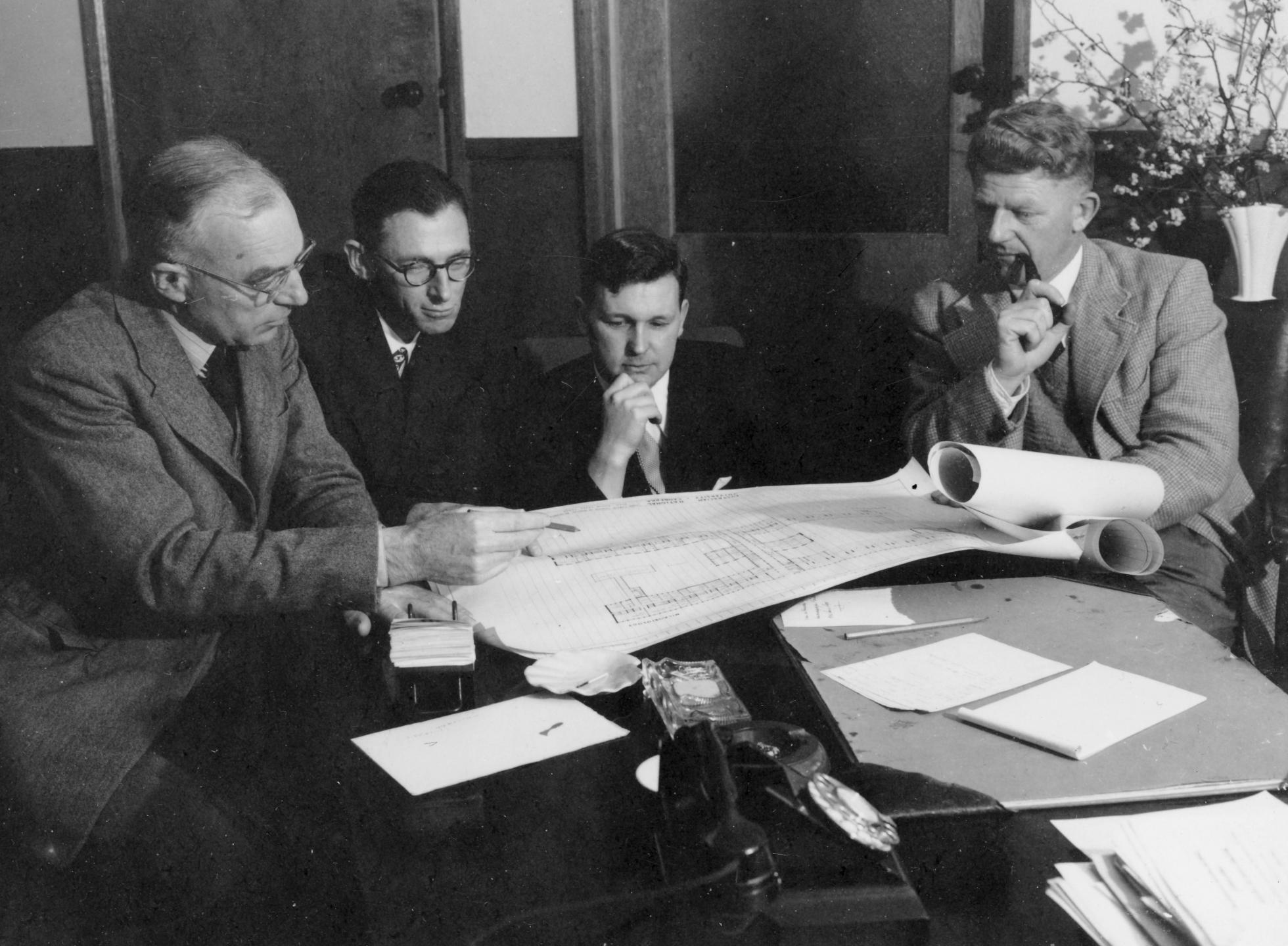
Los profesores John Eccles, Adrien Albert, Frank Fenner y Hugh Ennor estudian los planes para la nueva Escuela de Investigación Médica John Curtin propuesta, 1950.

## Honores y legado
Albert fue nombrado Oficial de la Orden de Australia (AO) en el Día de Honores de Australia de 1989 por "servicios a la química médica, particularmente en los campos de la enseñanza y la investigación". 
El Laboratorio de Química Medicinal Adrien Albert de la Universidad de Sydney se estableció en su honor en 1989.  Su legado financia la Cátedra Adrien Albert, otorgada cada dos años por la Royal Society of Chemistry.  El Real Instituto Químico Australiano estableció el premio Adrien Albert en su honor.